# 南華置地
南華置地有限公司 （港交所：8155） ，南華中國旗下公司，從資本出版有限公司換取上市，在2007年3月8日，自從把南華中國旗下收購瀋陽大發廣場控股權後，再同時出售《資本雜誌》予給南華傳媒有限公司後。開始進軍遼寧省瀋陽6個地區房地產產業。
沈河區、大東區及皇姑區屬於新興開發地區，主席為吳鴻生。

## 網站
- 南華置地[]